# Grafitbomb

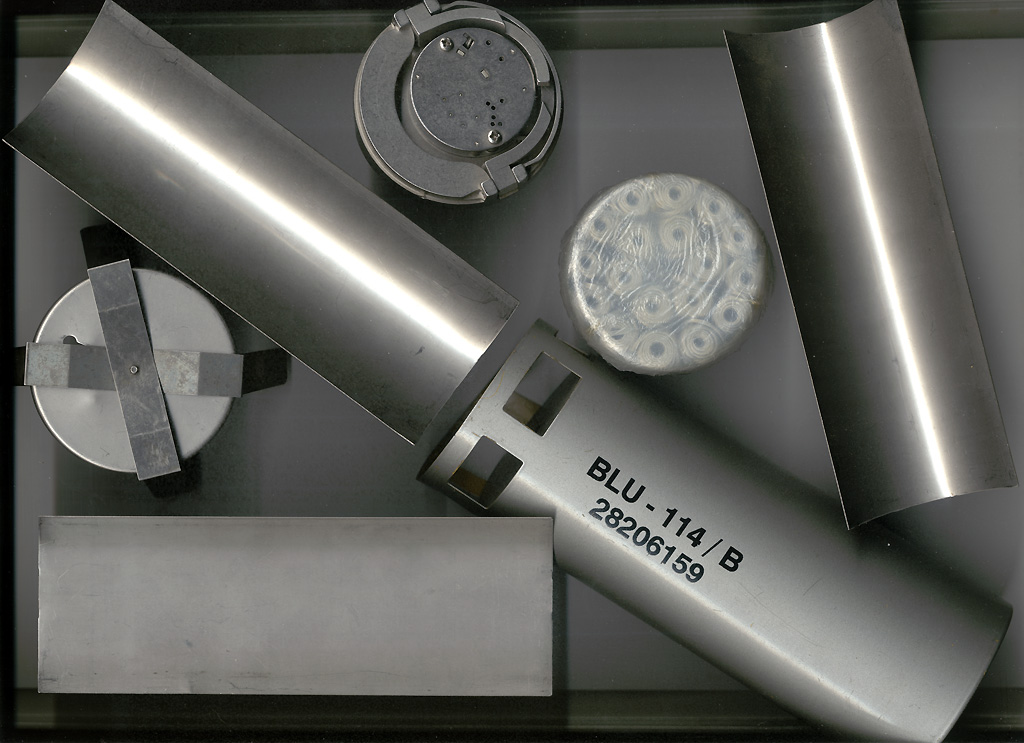
En BLU-114 grafitbomb. BLU-114 ingår som substridsdel i multipelbomber.

Grafitbomb är en anordning som sprider ett moln av grafit vid utlösning. Grafiten leder ström och kan därmed kortsluta elektriska apparater som riskerar att bli oanvändbara. Bomberna har bland annat använts i Irak (1991) och Serbien (1999).